# Пала (Козе)
Па́ла (эст. Pala) — деревня в волости Козе уезда Харьюмаа, Эстония. До 2013 года входила в состав волости Кыуэ.

## География и описание
Расположена в 15 километрах к юго-востоку от волостного центра — посёлка Козе — и в 46 километрах к юго-востоку от уездного центра — города Таллин. Высота над уровнем моря — 83 метра.
Климат — умеренный. Официальный язык — эстонский. Почтовый индекс — 75022.

## Население
По данным переписи населения 2011 года в Пала проживали 4 человека, все — эстонцы.
По состоянию на 1 января 2018 года в деревне было зарегистрировано 3 жителя.
По данным Департамента статистики по состоянию на 1 января 2020 года в деревне жителей не было.

## История
В Датской поземельной книге 1241 года упоминается как Palas, в источниках 1379 года — Pallas, 1796 года — Palla.
В 1977–1998 годах официально была частью деревни Кыуэ.

## Комментарии
1. ↑  Эстонские топонимы, оканчивающиеся на -а, не склоняются и не имеют женского рода (исключение — Нарва)[6].